# Oybin (hrad)
Burg Oybin, česky hrad Ojvín či Ojivín, případně německou transkripcí Ojbín, je zřícenina náhorního hradu stojící na stejnojmenném kopci Žitavských hor (514 m), nad stejnojmennou obcí v okrese Zhořelec v Horní Lužici, zhruba dva kilometry vzdušnou čarou směrem na sever od česko-německé státní hranice. Kromě hradu je v areálu rovněž zřícenina kláštera celestinů založeného roku 1369.
Hradní areál zaujímá celkovou rozlohu vrcholu stejnojmenné hory. Kromě samotného hradu, zahrnuje stavba také císařský dům na západní straně, a zříceninu kláštera, náhorní hřbitov obce Oybin a chata s restaurací. V nejvyšším bodě hory se nachází camera obscura. Kostel na svahu u cesty k hradu skrývá ve svém nitru pozoruhodné malby.

## Dějiny hradu a osídlení

### Počátky (do roku 1300)
První archeologicky doložené osídlení z doby bronzové na hoře Oybin pochází z 11. a 12. století před Kristem. Osídlení slovanské doby je považováno za pravděpodobné, není však možné je doložit. Nejstarší stavební stopy pocházejí ze 13. století. V tomto století se objevuje také první doložené zničení žitavskými v roce 1291. Hrad byl využíván loupeživými rytíři jako opěrný bod pro přepady. To je také první doložená zmínka o hradu jménem Moybin. Brzy poté byl hrad znovu vystavěn.

### Středověk a vrcholné období (1300–1577)

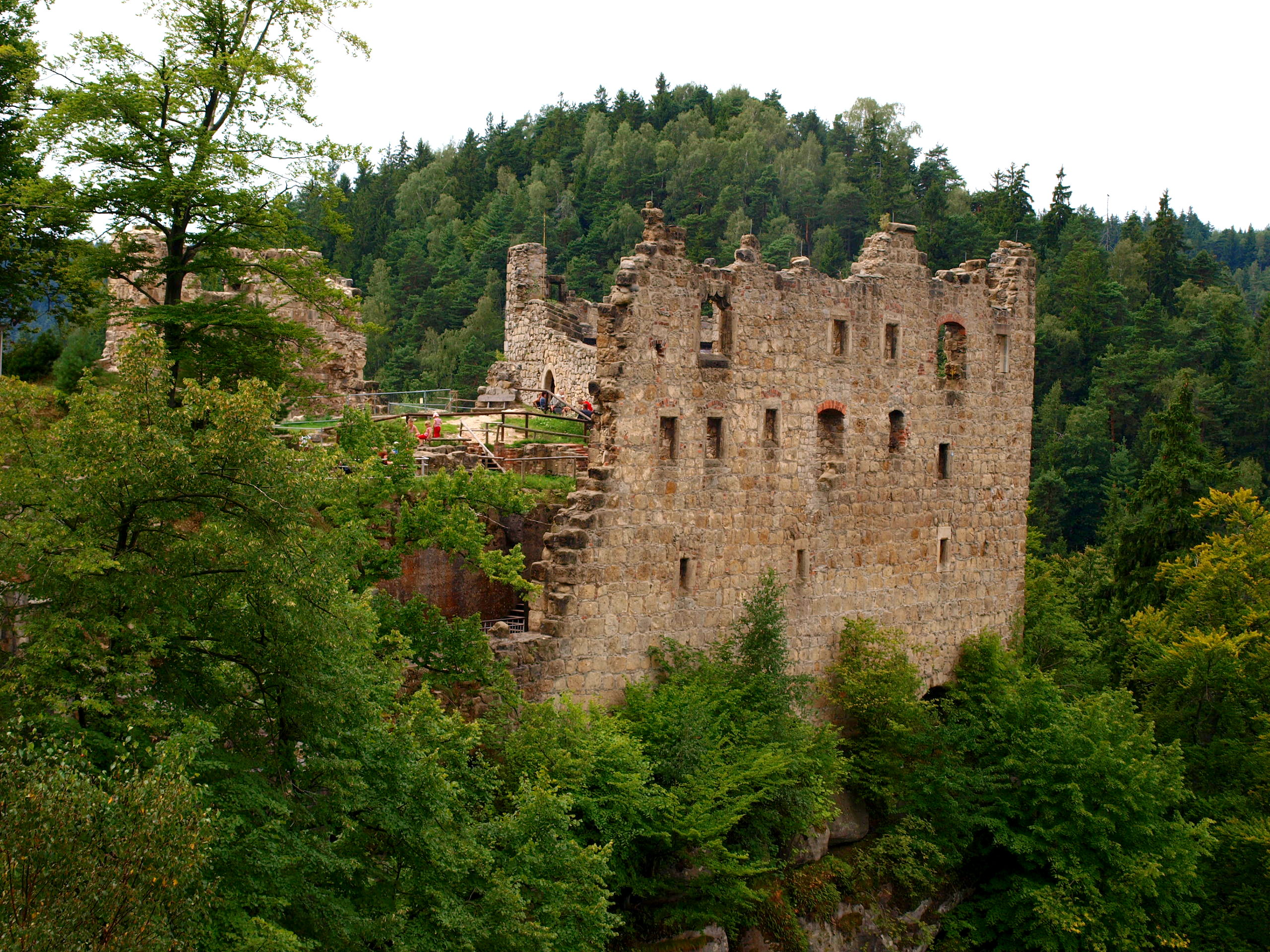
Hradní císařský palác

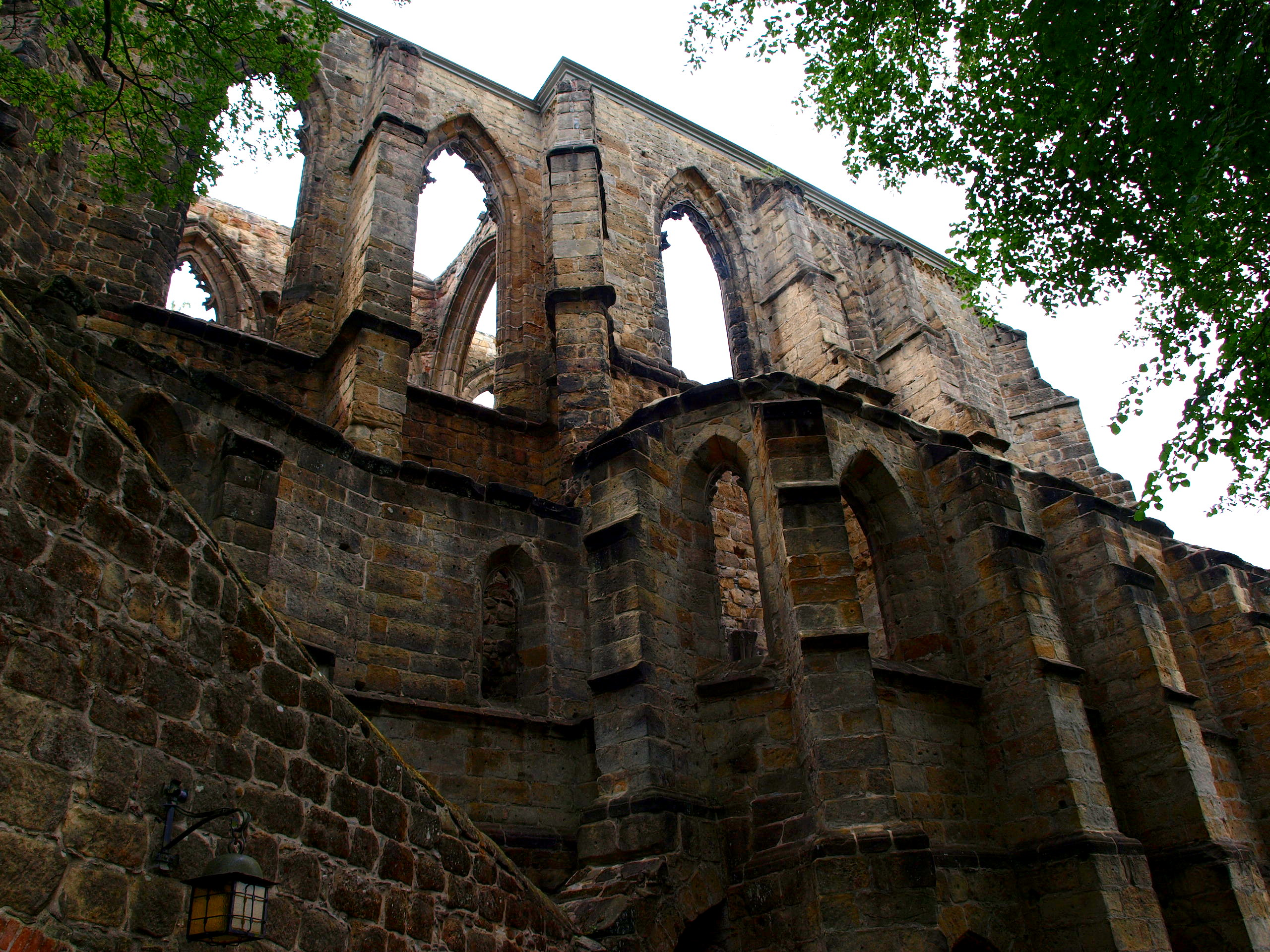
Zbytky gotického kláštera

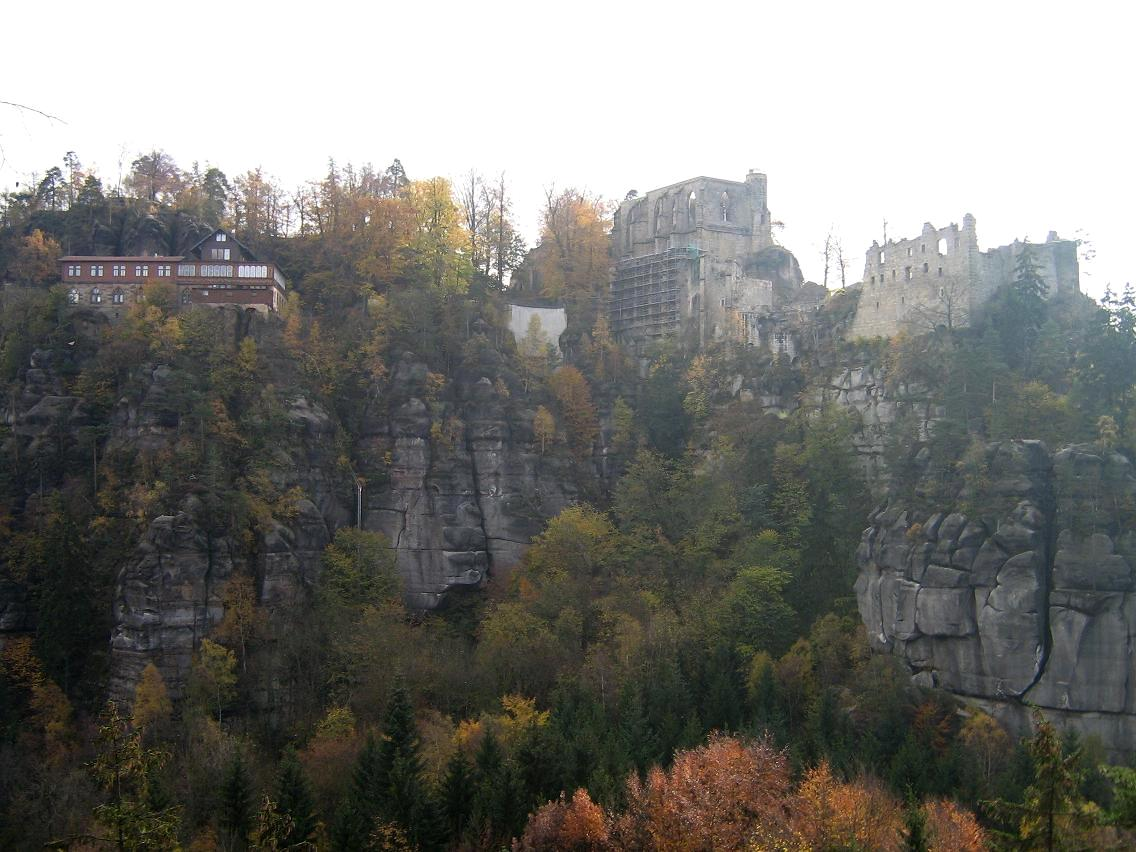
Hora Ojvín se zříceninou kláštera (vpravo) a hostinec (vlevo)

V letech 1311 až 1316 byla základna hradu rozšířena na obranyschopný hrad k ochraně poblíž ležící obchodní cesty za panování Jindřicha z Lipé, maršála krále Jana Lucemburského. Již roku 1346 přináležel hrad opět přímo pod českou korunu. V roce 1364 nechal císař Karel IV. na Ojvíně vybudovat císařský dům (Kaiserhaus), který využíval jako své odpočinkové sídlo. V roce 1366 rovněž započal se stavbou gotického kostela (ve spolupráci s věhlasnou dílnou pražského stavitele Parléře), který byl dokončen již v roce 1384. V roce 1369 založil císař klášter řádu celestýnů na Ojvíně. Zasvěcen byl Svatému Duchu. Nejvýznamnějším členem kláštera byl inkvizitor a převor (od roku 1395) Petrus Zwicker. Klášter byl až do reformačních dob, kdy jej Celestýni opustili, obýván šesti až dvanácti mnichy. Poloha místa byla pro Karla IV. výhodná - leželo na předělu jím ovládaných severních a jižních území.
Během husitských válek byl hrad Oybin dvakrát obléhán. V roce 1420 Zbyňkem Buchovcem z Buch a Chvalem Řepickým z Machovic. Především díky silným zdem a příkré skále museli obléhatelé odtáhnout s nepořízenou. Poplužní dvůr na úpatí hory byl vypálen. Znovu se husité objevili v roce 1429 před hradním klášterem. Byly to oddíly Prokopa Holého, jejichž obléhání trvalo čtyři hodiny. Opět se ovšem obrana hradu ukázala jako silnější než husitský útok. Oybin byl od té doby považován za nedobytný.
Část svatovítského pokladu byla převezena na Ojvín, aby byla uchráněna před nájezdy husitů. Jedno bojové vozidlo (vyzbrojený plachtový povoz) byl později nalezen při archeologickém průzkumu na úpatí Ojvína. Hrad byl až do druhé poloviny 16. století dále rozšiřován. Král Ferdinand I. nechal několikrát vypracovat soupis klášterního majetku ze strachu o jeho ztrátu následkem reformace. V jejím důsledku byl klášter zrušen a tím začal celkový pomalý úpadek. Po odchodu Celestýnů se v klášteře na krátký čas roku 1556 usadili Jezuité, kteří měli klášter, obklopený protestantským územím, udržovat v chodu. Po neúspěchu ho však opustili. Zpět do Prahy z něj s sebou roku 1562 odvezli církevní cennosti a knihovnu. Majetky kláštera pak převzalo město Žitava - nejprve formou zástav, později, roku 1574, úplnou koupí. Budovy mu sloužily především pro úschovu zbraní. Jezuita Bohuslav Balbín byl prvním, kdo Oybin popsal. Na hradě pobýval také görlitzský starosta Bartholomäus Sculteus.
Roku 1577 udeřil do kostela blesk a ten vyhořel. K dalšímu poškození došlo po zřícení části skály v 18. století. V té době však již byl hrad neobydlený a byl místními obyvateli údolí využíván jako zdroj stavebního kamene.

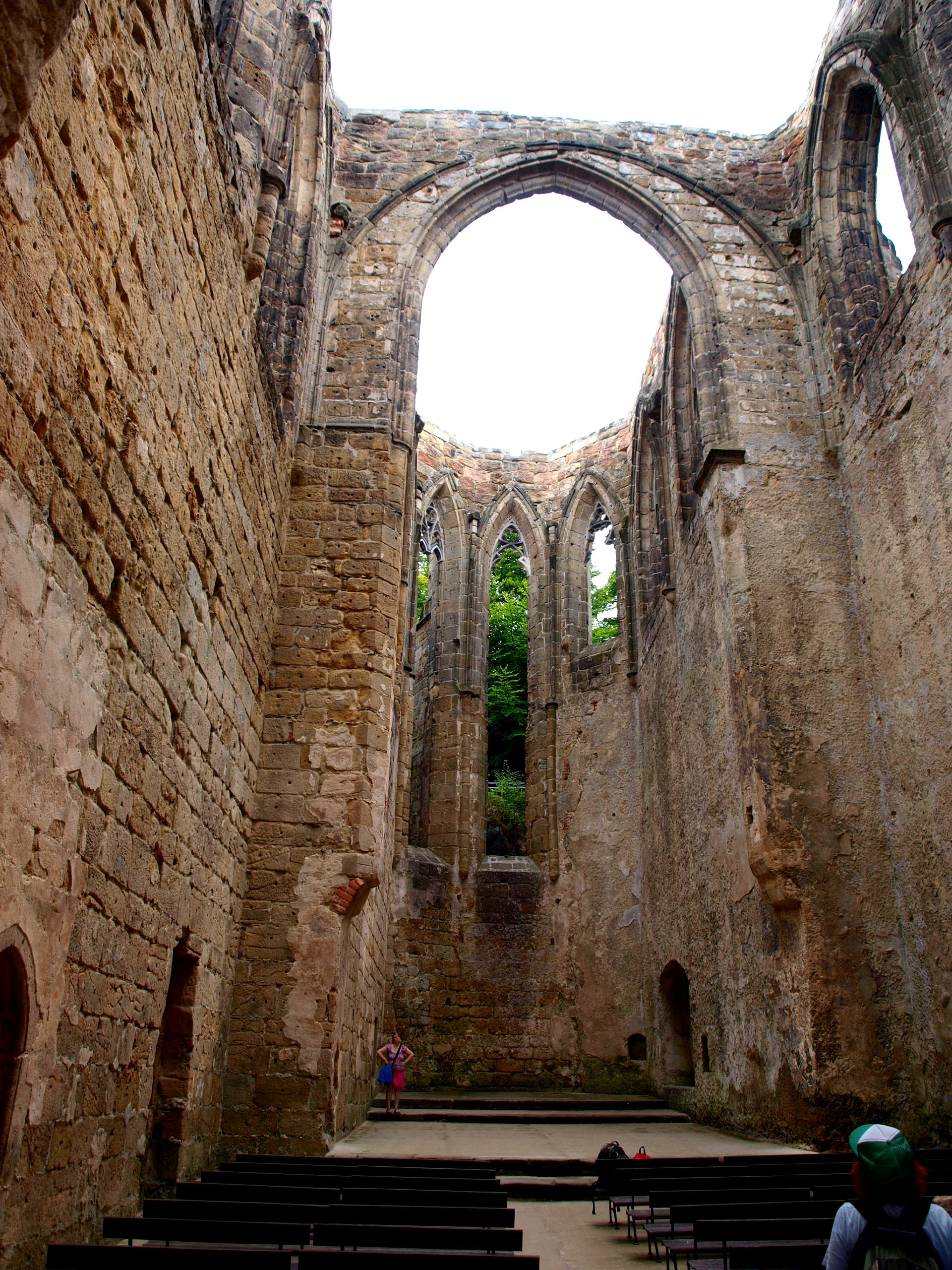
Zbytky klášterního kostela Ojvín

### Novověk (od roku 1800)
„Znovuobjevení“ hradu proběhlo během romantického období, když saský dvorní malíř Johann Alexander Thiele objevil romantické, přírodou bujně zarostlé hradboví jako svůj motiv. Zříceninu hradu poté malovali také Caspar David Friedrich, Carl Gustav Carus a další romantičtí malíři a proslavili ji. V 19. století vznikly vědecky fundované práce o historii Oybina z per Christiana Adolpha Peschcka (Dějiny Celestýnů na Oybině; 1840 a Příručka dějin Žitavy; 1824/7), a Moritze Oskara Sauppe. Ten dějiny hradu popsal ve vědecké práci o třech svazcích, které vycházely v Novém lužickém magazínu. Pomník Christiana Adolpha Peschcka pak na hradě stojí dodnes. 
Hrad byl roku 1829 zbaven suti a roku 1877 byl sanován císařský dům, aby byl alespoň uchráněn dalšího chátrání. Od poloviny 19. století na kopec přicházelo stále více turistů a lázeňských hostů. Zvláště pak po zavedení spěšného kočárového spojení z Žitavy v roce 1830 a po zahájení provozu žitavské úzkokolejky do Oybinu v roce 1890. Důležitou osobností byl pro Oybin Alfred Moschkau. Mimo zmíněnou úzkokolejku zde roku 1879 založil také první soukromé muzeum. V zájmu obnovení turismu vydával mnoho turistických průvodců a časopiseckých článků. V rámci zvyšování zájmu o hrad také rozšířil fámy o údajných návštěvách Oybina Goethem. Počátkem 20. století byl hrad Corneliem Gurlittem a Hugem Rathgensem vědecky zdokumentován a prozkoumán. V roce 1936 došlo ke zhoršení situace, když byla bohatá muzejní sbírka zdecimována rozprodejem dědici Alfreda Moschkaua. Další zhoršení následovalo na konci druhé světové války, kdy byla značná část muzea vyrabována. Herrmann Knobloch naštěstí zachránil zde uschované a téměř zničené žitavské pašijové plátno z roku 1472. V následujících desetiletích začaly dlouhodobé záchranné práce. Zřícenina kláštera, díky své dobré akustice, začala od roku 1972 sloužit jako koncertní sál (mimo jiné pro účely tradičního Pochodu mnichů - Mönchszug). Tato etapa záchranných prací byla dokončena v r. 1991. Hrad byl celkově sanován a zvětší části odkryt a rekonstruován. V současné době hradní a klášterní zříceninu na hoře Oybin navštíví ročně až 100 000 návštěvníků. Konají se zde zvláštní prohlídky s průvodcem a každoročně historické hradní a klášterní slavnosti.

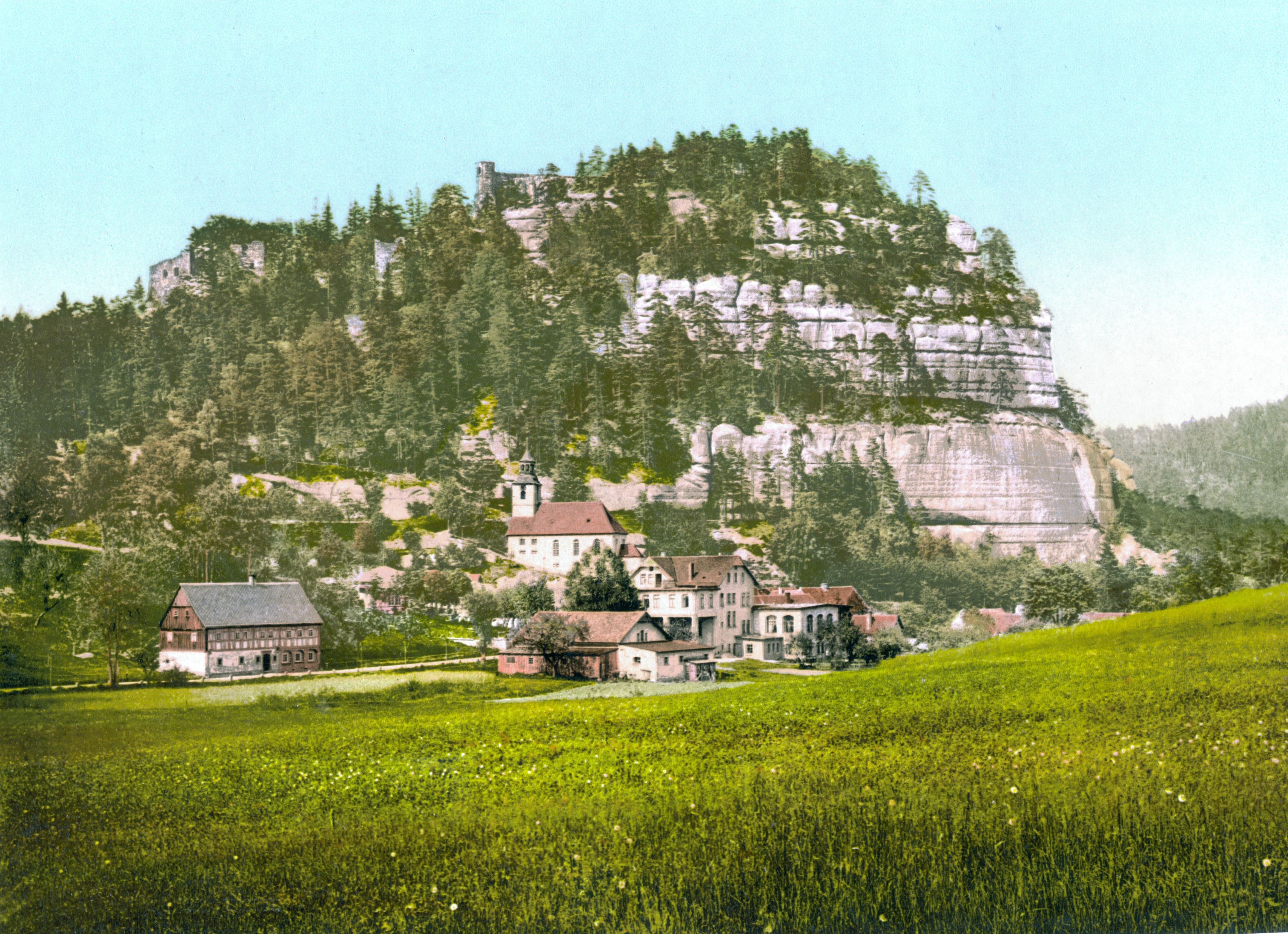
Hora Ojvín na fotografii kolem roku 1900
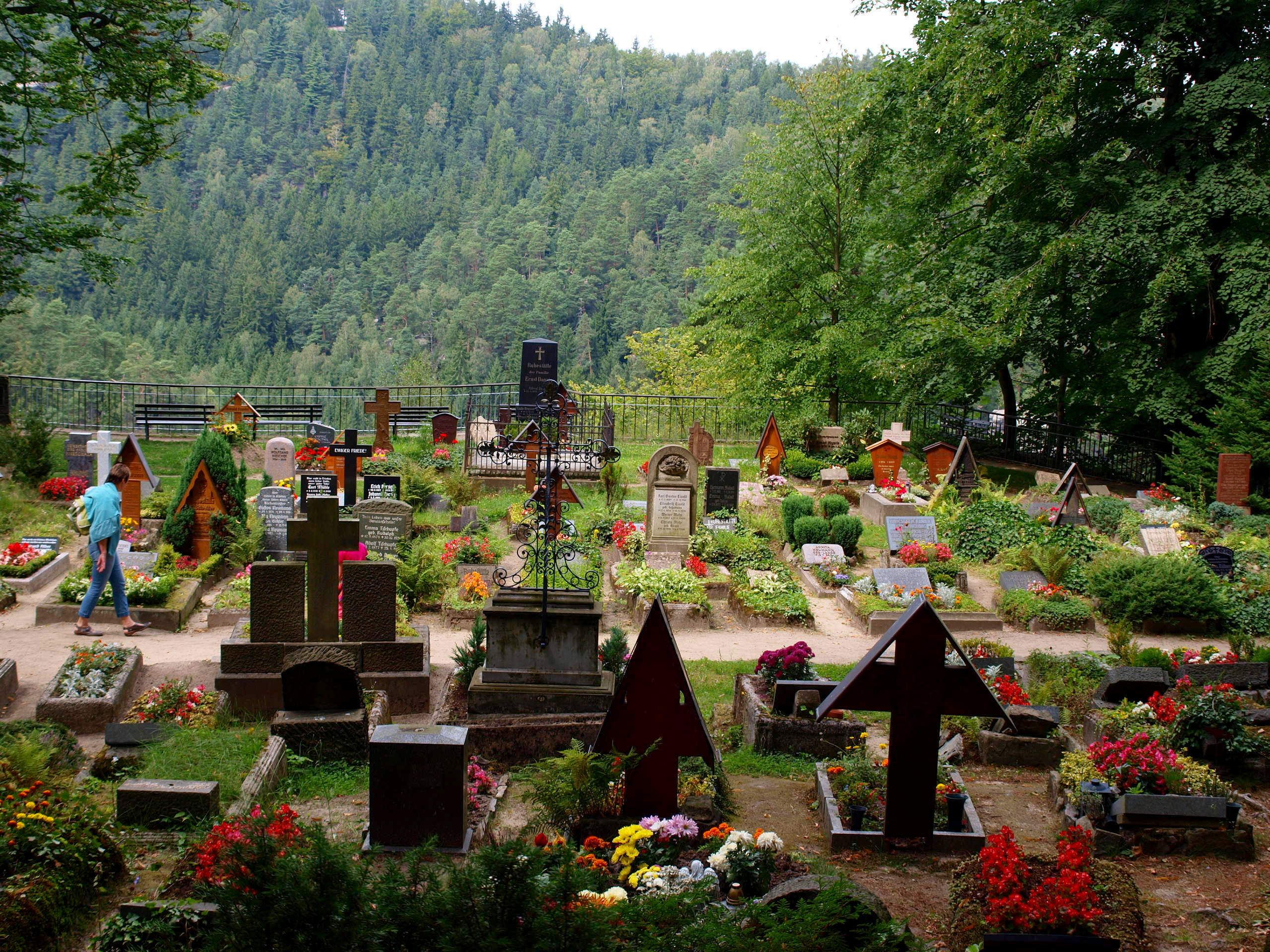
Hradní hřbitov na Ojvíně
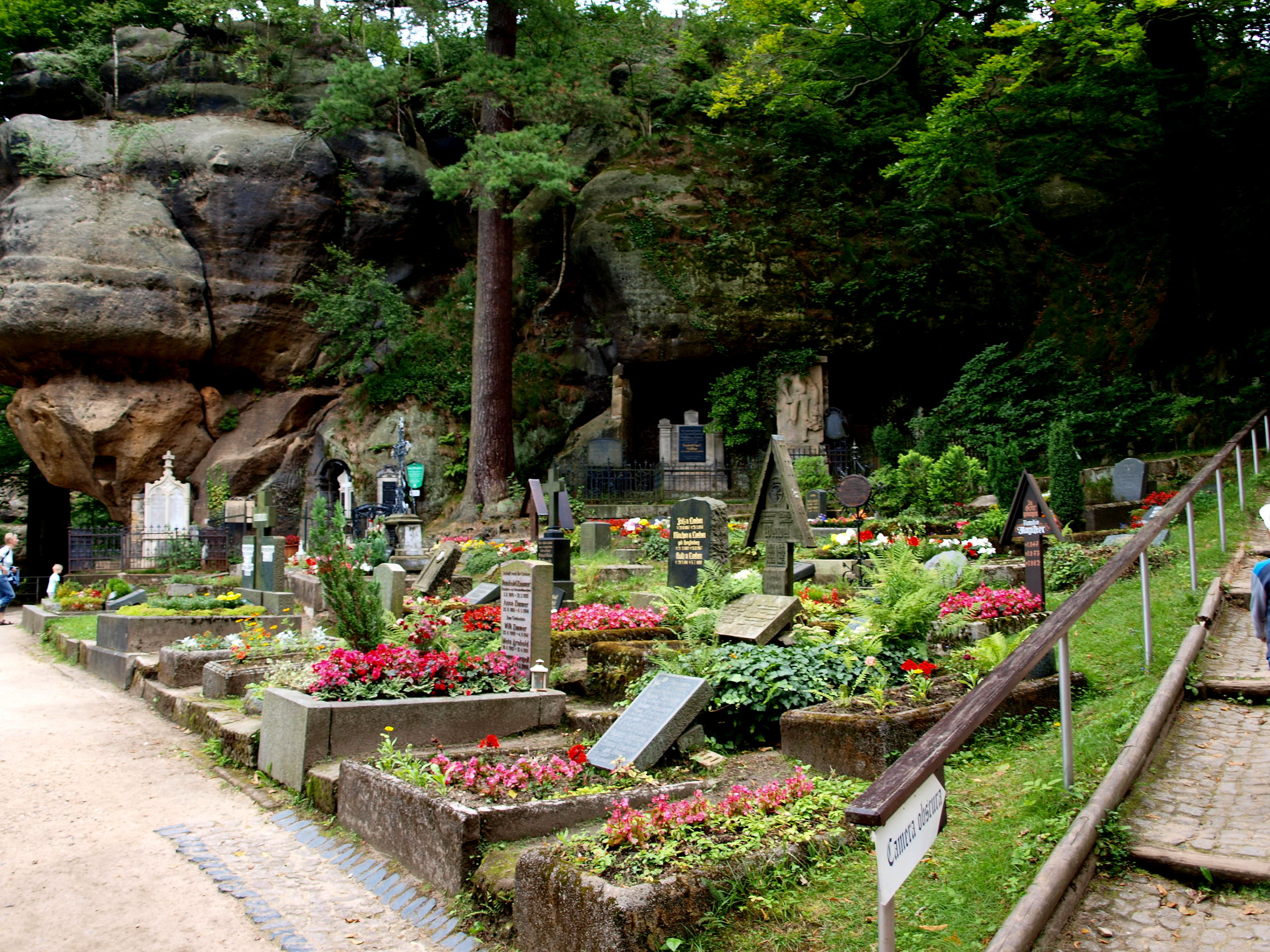
Hradní hřbitov na Ojvíně
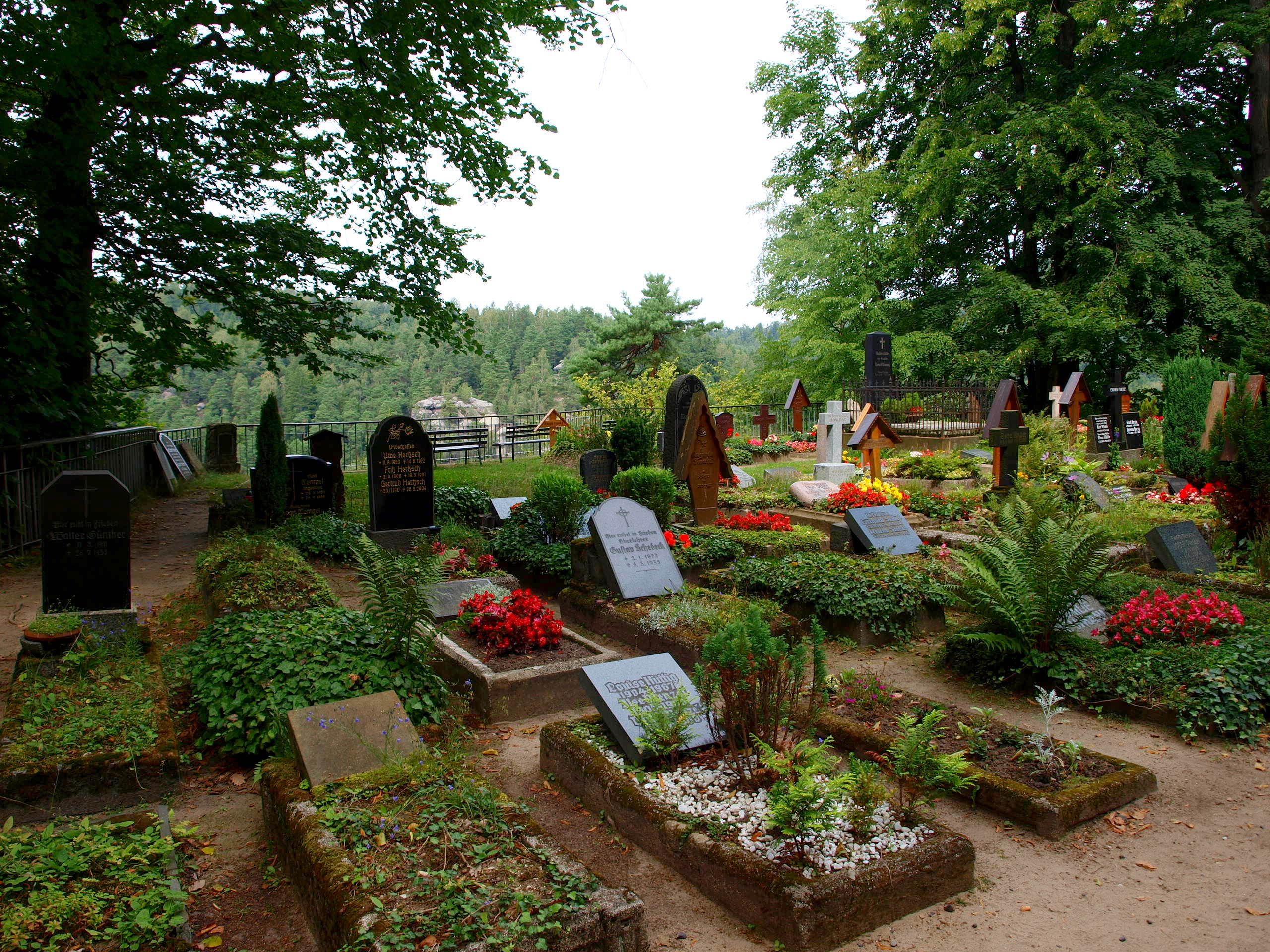
Hradní hřbitov na Ojvíně
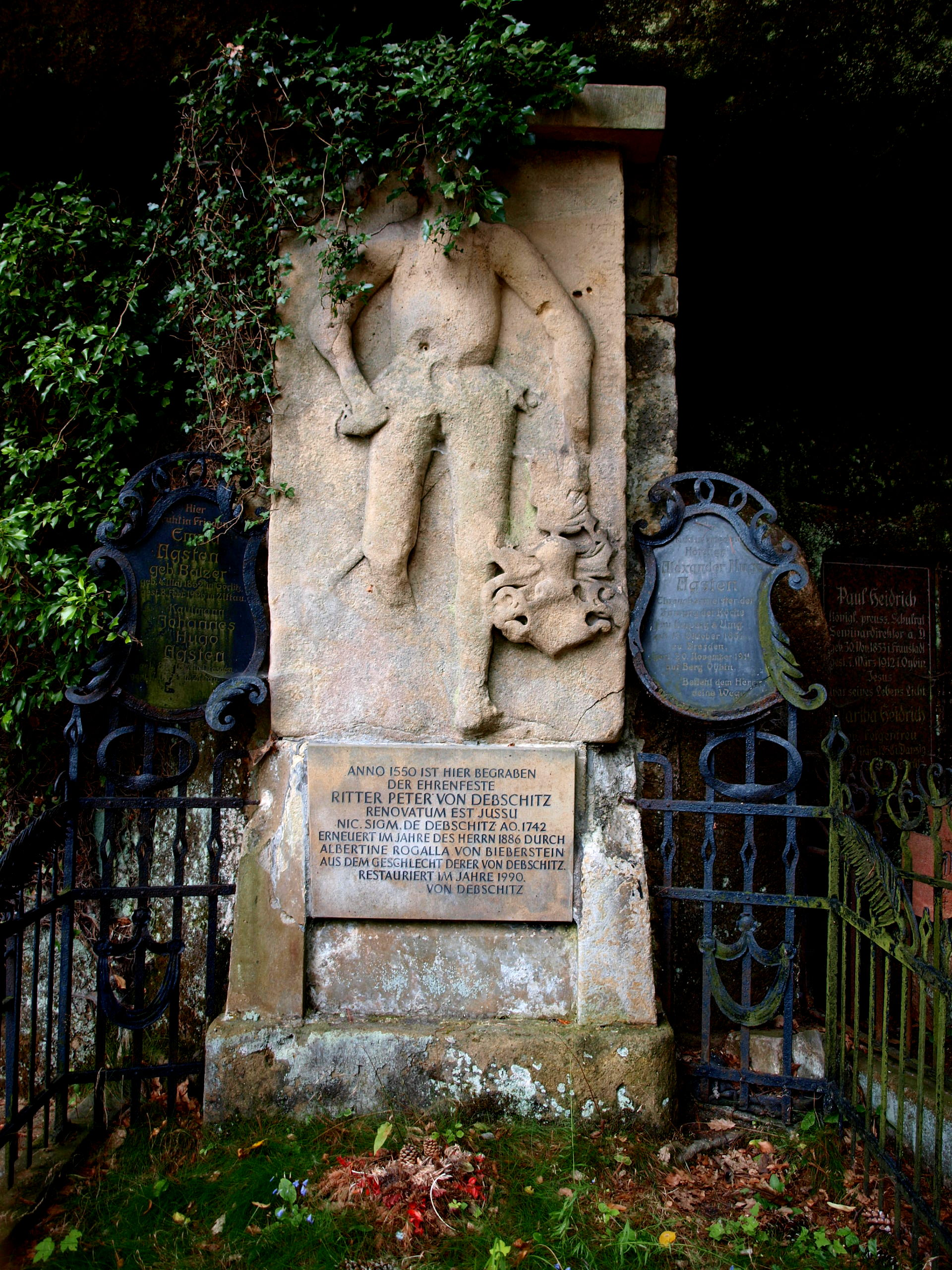
Hradní hřbitov s náhrobkem rytíře Petra z Debšic († 1550)
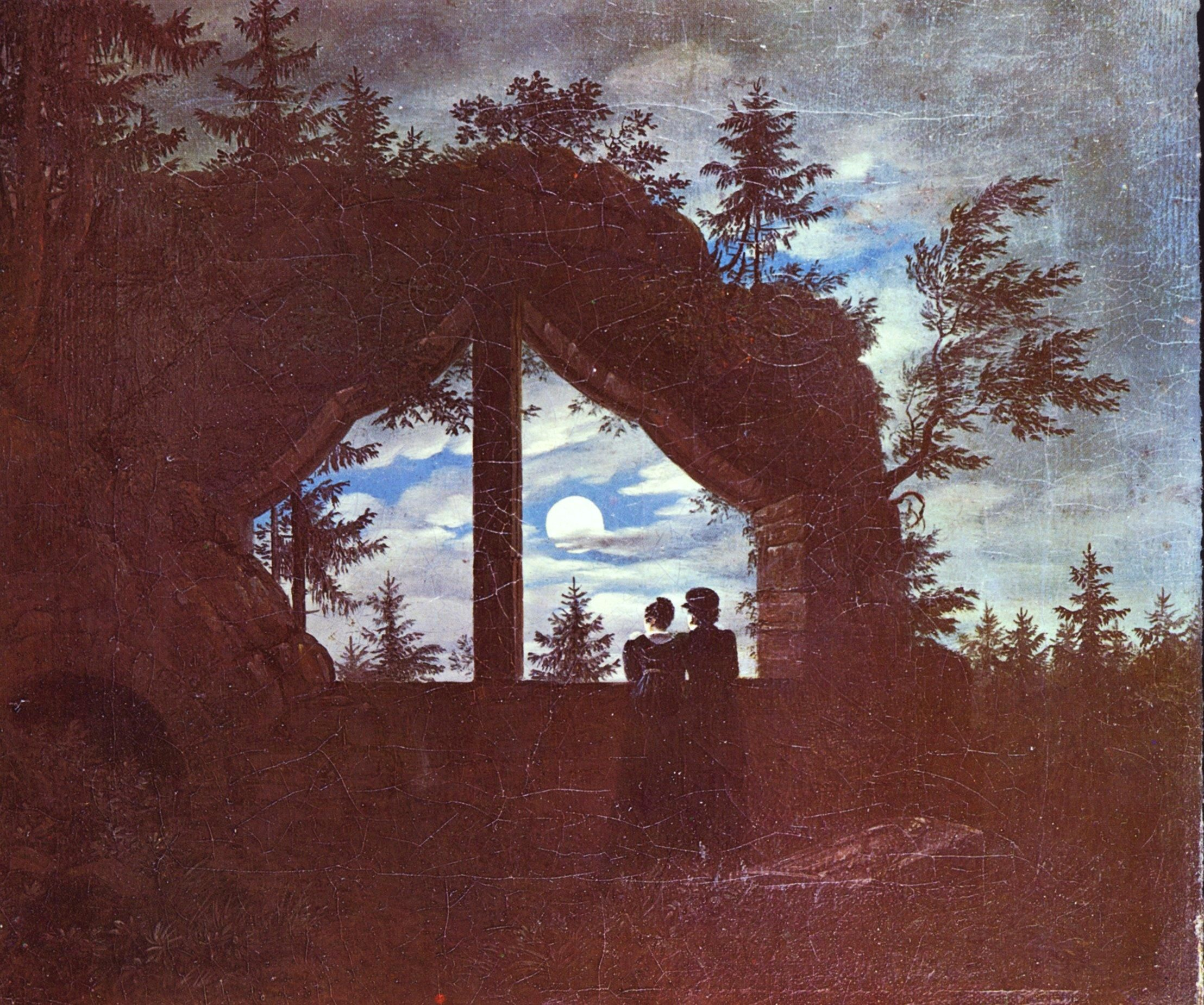
Carl Gustav Carus: Okno na Ojvíně v měsíčním svitu (Fenster am Oybin im Mondschein), 1828
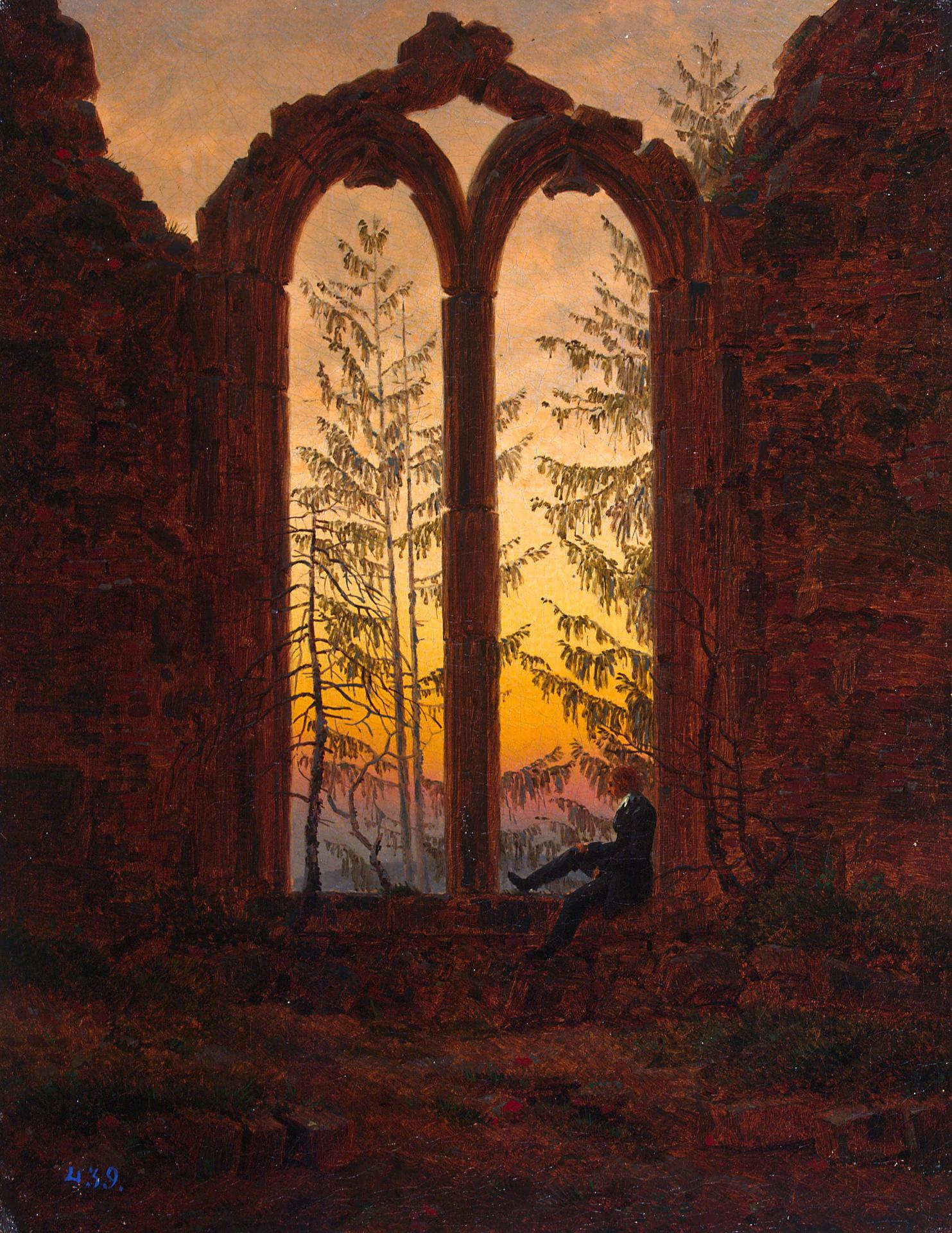
Caspar David Friedrich: Snící - zřícenina kláštera Ojvín (Der Träumer - Klosterruine Oybin, kolem roku 1835)

## Historické průvodyMönchszüge
Paměť na dávné obyvatele hradu – celestýnské mnichy – udržuje místní občanské sdružení, které pravidelně pořádá historické průvody mnichů na Oybin. Od roku 2008 je pořádá Verein Historische Mönchszug Berg Oybin e.V. oficiálním členem Centro Celestiniano v italské Aquile.